# Le Colonel Chabert (1994)
Le Colonel Chabert (bra: Coronel Chabert - Amor e Mentiras) é um filme francês de 1994, do gênero drama romance, dirigido por Yves Angelo, com roteiro baseado no romance homônimo de Honoré de Balzac. 
Foi estrelado por Gérard Depardieu, Fanny Ardant e Fabrice Luchini.